# L’étoile (Oper)
Die Oper L’étoile (deutsch: Der Stern, Sein Stern oder Das Horoskop des Königs) ist eine dreiaktige Opera buffa von Emmanuel Chabrier. Der Text stammt von Eugène Leterrier und Albert G. F. Vanloo.
Mit L’étoile gelang Chabrier ein geschichtsträchtiges Musterwerk musikalischen Humors. Aufgrund seiner Leistungen wurde er von dem Komponisten Reynaldo Hahn als neuer Offenbach bezeichnet. Es gelang ihm, einen unverwechselbaren Archetyp musikalischer Komödie zu schaffen, der in der Folge kaum Nachfolger fand. Daher ist dieses Werk wenig bekannt geworden und wurde nur selten aufgeführt.

## Musik
Die selten gespielte Oper kann teilweise der Offenbach-Tradition zugerechnet werden. Eine mit Genauigkeit und Sorgfalt ausgearbeitete Partitur prägt das komplette Werk.

## Handlung

### Erster Akt
König Ouf I. ist Herrscher des „Königreichs der 23 Königreiche“. Alljährlich erfreut er sein Volk an seinem Geburtstag mit einer Hinrichtung. Obwohl er sich in diesem Jahr selbst unter das Volk mischt, um einen Delinquenten ausfindig zu machen, bleibt sein Suchen erfolglos. Er kann keine Schuldigen in seinem Königreich finden und ist verzweifelt.
Ouf I. beabsichtigt, die Prinzessin Laoula aus dem Nachbarkönigreich zu heiraten. Dies könnte die gespannten Beziehungen zum Nachbarland verbessern, die so schlecht sind, dass selbst ein Krieg nicht ausgeschlossen scheint. Ouf befragt seinen Hofastrologen Siroco, was die Sterne zu der beabsichtigten Verbindung sagen. Um sich zu vergewissern, dass Siroco ihm die Wahrheit sagt, erklärt er ihm, er, der Herrscher, habe testamentarisch verfügt, dass sein Astrologe eine Viertelstunde nach seinem – Oufs – Tod sterben solle.
Laoula befindet sich bereits in Oufs Reich. Sie wird begleitet vom Botschafter Fürst Hérisson von Stachelschwein, dessen Frau Aloès und dem Sekretär Tapioca. Die Vier geben sich als Handlungsreisende aus. Laoula trifft vor der Botschaft auf den Hausierer Lazuli, der dort eingeschlafen ist und bereits von ihr geträumt hat. Beide verlieben sich ineinander. Als König Ouf I. zufällig Lazuli trifft, kommt es zu einem Wortgefecht, bei dem Lazuli den König zweimal ohrfeigt. Endlich hat Ouf ein Opfer für die gewünschte Hinrichtung gefunden.
Am Tag der Hinrichtung ist das Volk versammelt und Ouf verkündet, dass Lazuli gepfählt werden soll. Er muss sich auf einen Stuhl setzen und soll von einem Pfahl durchbohrt werden. Das Volk jubelt, als Lazuli sich auf den Stuhl setzt. In dem Moment, in dem die Folter beginnt, fordert der Hofastrologe den König auf, die Hinrichtung abzubrechen, da die Sterne sagten, dass das Schicksal Oufs eng mit dem Lazulis verknüpft sei: vierundzwanzig Stunden nach Lazulis Tod müsse auch der König sterben. Ouf unterbricht die Hinrichtung sofort und nimmt Lazuli in seinen Palast, um ihn und sein – möglichst langes – Leben besser überwachen zu können.

### Zweiter Akt
Lazuli wird im Palast wie ein Prinz behandelt, fühlt sich aber eingesperrt und will fliehen. Ouf bereitet seine Hochzeit mit Laoula vor, denn er glaubt, Lazulis Geliebte sei Aloès, die Frau des Hérisson. Dieser verhilft Lazuli und Laoula zur Flucht. Die Nachricht, die zwei Flüchtenden hätten Schiffbruch erlitten und nur Laoula habe überlebt, lässt Ouf I. und Siroco verzweifeln.

### Dritter Akt
Lazuli ist verschwunden, nur sein Hut wurde auf dem Wasser gefunden. Hérisson tritt mit Laoula auf, die wieder enteilt, um den Geliebten zu suchen. Lazuli taucht auf, verspricht der Prinzessin eine bessere Entführung und versteckt sich wieder vor Ouf und dem Hofstaat.
Ouf hat sich in seiner Verzweiflung betrunken und versucht, Laoula zur Hochzeit mit ihm zu überreden: die Ehe würde ja nicht lange dauern. Da ertönt die Glocke, die Oufs letztes Stündlein anzeigt. Als die Glocke wieder schweigt, merkt der Herrscher, dass er noch lebt und somit Sirocos Horoskop falsch ist. Darüber ist er so erleichtert, dass er nicht nur dem falsch wahrsagenden Siroco verzeiht, sondern auch den inzwischen aufgegriffenen Lazuli in Gnaden aufnimmt und mit Laoula verbindet.

## Instrumentation
Die Orchesterbesetzung der Oper enthält die folgenden Instrumente:
- Holzbläser: zwei Flöten (2. auch Piccolo), Oboe, zwei Klarinetten, Fagott
- Blechbläser: zwei Hörner, zwei Pistons, Posaune
- Pauken, Schlagzeug: Triangel, Becken, Große Trommel, Trommel, Glockenspiel
- Streicher
- Bühnenmusik: Flöte, Oboe, Klarinette, Uhrglocke, zwei Violinen, Viola, Violoncello

## Werkgeschichte
Die Premiere fand am 28. November 1877 im Pariser Théâtre des Bouffes-Parisiens statt. Die musikalische Leitung hatte Jean-Léon Roques; Regie führte Charles Comte. Die Darsteller waren Daubray (König Ouf I. und Patacha), Paola Marié de L’Isle (Lazuli), Berthe Stuart (Prinzessin Laoula), Scipion (Sirocco), Alfred Jolly (Hérisson), Luce Couturier (Aloès), Philippe Jannin (Tapioca und Zalzal), Camille Adrienne (Asphodèle und Zinnia), Henriette Blot (Oasis und Youka), Esther Blanche (Adza und Koukouli) und Pecheux (Polizeichef).
Das Publikum wusste über den Komponisten kaum mehr, als dass er ein Verehrer von Richard Wagner war, was ihn zu dieser Zeit in den Kreis der Komponisten „unzugänglicher und langweiliger Musik“ einstufte. Trotzdem amüsierte sich das Publikum. Die Kritiker sprachen von der harmonischen Kühnheit und Originalitätssucht des Komponisten. Trotz einiger wohlwollender Kritiken setzte das Théâtre des Bouffes-Parisiens sein Werk nach der 48. Vorstellung ab. Offiziell wurde das vorzeitige Ende mit der Erkrankung eines Schauspielers begründet.
Eine in zahlreichen Passagen geänderte Fassung wurde am 18. August 1890 auf dem Broadway gezeigt und dort unter dem Titel The Merry Monarch aufgeführt. Näher am Original war die in London am 7. Januar 1899 im Londoner Savoy präsentierte Fassung, die den Namen The Lucky Star trug und 149 Vorhänge erreichte. Bemerkenswert ist, dass in der Vorstellung keinerlei Bezug zu Chabrier genommen wurde, sondern Ivan Cardyll als Verantwortlicher genannt wurde.
In Brüssel wurde L’étoile erstmals im Jahre 1909 aufgeführt. Bemerkenswert ist die Aufführung in der Opéra-Comique in Paris während der deutschen Besetzung am 10. April 1941.
Zum 90. Todestag des Komponisten fand im Jahre 1984 in der Opéra-Comique eine Vorstellung der Oper statt. Weitere Aufführungen zeigte die Opéra de Lyon in den 1980er Jahren. Im November 2006 präsentierte das Opernhaus Zürich L’étoile in der Originalfassung in französischer Sprache mit deutscher Untertitelung.
2010 wurde das Stück an der Staatsoper Unter den Linden in Berlin in französischer Sprache aufgeführt. Parallel dazu fand das Projekt „STERNZEIT-F:A:S – Kinderoper in Lichtenberg“ als Kooperation mit der Caritas statt, in dem über 120 Kinder im Alter von 8 bis 13 Jahren Chabriers Oper sowohl in der Staatsoper als auch an anderen Berliner Spielstätten präsentierten.
2011 wurde das Stück an der Oper Frankfurt in Frankfurt in französischer Sprache aufgeführt, 2012 am Theater Augsburg und 2014 an der Oper Amsterdam in einer Inszenierung von Laurent Pelly.